# Sale (Ngorongoro)
Sale ist ein Verwaltungsbezirk (Ward) des Distrikts Ngorongoro in der tansanischen Region Arusha.

## Geografie
Sale liegt im Norden von Tansania etwa 160 Kilometer Luftlinie nordwestlich von Arusha. Das Land liegt auf der Hochfläche der Crater Highlands in rund 1200 Meter Seehöhe.
Der Bezirk grenzt im Norden an Samunge, im Nordosten an Digodigo, im Osten an Pinyinyi, im Süden an Malambo und im Westen an Maalon. Das Gebiet ist 157 Quadratkilometer groß und bei der Volkszählung 2022 lebten hier 6576 Menschen in 1533 Haushalten.

## Gliederung
Sale besteht aus einer Gemeinde (Mtaa) mit drei Orten (Kitongoji):
| Sale - Marongorene - Jamusi - Kibalo |

## Wirtschaft und Infrastruktur
- Gesundheit: Im Bezirk befindet sich eine öffentliche Apotheke.[7]
- Bildung: Die Sale Secondary School ist eine staatliche weiterführende Schule, die Jugendliche bis zur 4. Stufe ausbildet.[8]